# Бадштубер, Хольгер
Хо́льгер Ба́дштубер ( Holger Badstuber; род. 13 марта 1989, Мемминген, Бавария) — немецкий футболист, защитник. Выступал за сборную Германии. Бронзовый призёр чемпионата мира 2010 года и чемпионата Европы 2012 года.

## Карьера
Воспитанник клуба «ТСГ Рот-ан-ден-Рот 1890», играл за молодёжные команды «Штутгарта» и «Баварии». В восемнадцать лет перешёл в любительский клуб, за который в сезоне 2007/08 сыграл в Региональной лиге зоны «Юг», где сыграл 23 игры и забил 4 гола.
Профессиональный дебют Бадштубера состоялся 27 июля 2007 года в домашнем матче первого тура вновь созданной Третьей Бундеслиги против клуба «Унион» из Берлина, закончившимся поражением гостей со счётом 1:2; сыграл 32 игры, забил 3 гола. После этого часть подготовки к сезону 2008/09 провёл уже в составе «Баварии», с которой 1 февраля 2009 года подписал контракт сроком до 2011 года. Свою первую игру в Бундеслиге провёл 8 августа 2009 года в матче первого тура против «Хоффенхайма» (1:1).
Бадштубер — центральный защитник, который был задействован в любительском клубе ещё и как полузащитник, также может сыграть на позиции левого защитника.
Первый гол в Бундеслиге забил 4 декабря 2009 года в домашнем матче 15-го тура против мёнхенгладбахской «Боруссии», установив окончательный счёт поединка — 2:1 в пользу «Баварии».
В начале 2010 года продлил контракт с «Баварией» до 2014 года.
1 декабря 2012 года в дерби против дортмундской «Боруссии» получил травму крестообразной связки колена, выбыв из игры как минимум на полгода. По словам Бастиана Швайнштайгера, потеря Хольгера в тактическом плане для команды явилась большим ударом:
Травма Бадштубера стала для нас огромным ударом. Хольгер — важный для нас игрок. Он очень молод и только недавно вернулся в игру после другой травмы. Думаю, что Бадштубер — один из лучших защитников в футболе
С июня по начало октября 2013 года врачи предлагали Хольгеру провести пересадку сухожилий крестообразной связки от умершего человека. Хольгер Бадштубер долгое время отказывался, мотивируя свой отказ тем, что психологически не готов всю жизнь помнить об этом:
Я знаю, что такие методы применяются. Человек может получить сухожилия умершего. В США это принято. Тем не менее в психологическом плане это нехорошо, ведь ты постоянно будешь помнить, что носишь в себе сухожилия умершего человека.
1 октября 2013 года в прессе появилась информация, что операция проведена успешно, и у Хольгера Бадштубера появилась новая крестообразная связка. Операция была проведена в городке Вэйл, штат Колорадо опытнейшим специалистом в области крестообразных связок, доктором Ричардом Стэдменом.
Впервые после травмы вышел на поле 18 июля 2014 года в товарищеском матче «Баварии» против «Меммингена». С последней игры Бадштубера прошло 594 дня. В сезоне 2014/15 Бадштубер провёл всего 10 матчей в чемпионате. 11 марта 2015 года забил мяч в матче Лиги чемпионов против донецкого «Шахтёра», это был первый гол Бадштубера с декабря 2009 года. 23 апреля 2015 года «Бавария» объявила, что из-за мышечного повреждения сезон для Бадштубера закончен.
10 января 2017 года Бадштубер перешёл в клуб «Шальке 04» на правах аренды. Игрок заявил: «Я благодарен, что „Бавария“ пошла мне навстречу. Я хочу набраться в „Шальке“ игровой практики, которая мне сейчас так необходима». 1 марта в четвертьфинале Кубка Германии с «Баварией», клубом, владевшим правами на футболиста, Бадштубер был удалён с поля.
4 августа 2017 года Хольгер официально стал игроком «Штутгарта» (победителя второй Бундеслиги сезона 2016/17) и вернулся в высший футбольный эшелон Германии. В «Штутгарте» Бадштубер выступает под номером 28.

## Национальная сборная
14 ноября 2007 года дебютировал в составе юношеской сборной на Чемпионате Европы U-19 в матче против Англии, в котором немецкая команда одержала победу со счётом 1:0. Свою вторую и последнюю игру за команду Германии (до 19 лет) сыграл 28 мая 2008 года против Словакии, итог игры — 5:2 в пользу немцев.
3 сентября 2008 года Бадштубер сыграл свой первый матч на турнире U-19 за национальную команду, завершившийся победой над юношеской сборной Австрии со счётом 4:2.
11 августа 2009 года сыграл первый матч за сборную на Чемпионате Европы U-21, который закончился поражением немецкой команды со счётом 1:3 в пользу Турции; был заменён на 59-й минуте на Матса Хуммельса. Свой первый гол забил в матче против Словении 9 октября 2009 года, счёт — 3:0 в пользу Германии.
29 мая 2010 года дебютировал в национальной сборной в товарищеском матче с командой Венгрии, выйдя на замену вместо Арне Фридриха.
Бадштубер был включён в заявку сборной Германии на чемпионат мира 2010 года в ЮАР. В первом матче чемпионата 21-летний защитник вышел в основном составе и отыграл все 90 минут на левом фланге, а немцы победили сборную Австралии со счётом 4:0.

## Достижения
«Бавария»
- Чемпион Германии (6): 2009/10, 2012/13, 2013/14, 2014/15, 2015/16, 2016/17
- Обладатель Кубка Германии (4): 2009/10, 2012/13, 2013/14, 2015/16
- Обладатель Суперкубка Германии (2): 2010, 2012
- Победитель Лиги чемпионов: 2012/13
- Обладатель Суперкубка УЕФА: 2013
- Победитель Клубного чемпионата мира: 2013
- Итого: 15 трофеев

Сборная Германии
- Бронзовый призёр чемпионата мира: 2010
- Бронзовый призёр чемпионата Европы: 2012

## Клубная статистика
| Выступление      | Выступление       | Выступление      | Лига | Лига | Кубок страны | Кубок страны | Еврокубки | Еврокубки | Остальные | Остальные | Итого | Итого |
| Клуб             | Лига              | Сезон            | Игры | Голы | Игры         | Голы         | Игры      | Голы      | Игры      | Голы      | Игры  | Голы  |
| ---------------- | ----------------- | ---------------- | ---- | ---- | ------------ | ------------ | --------- | --------- | --------- | --------- | ----- | ----- |
| Бавария II→      | Регионаллига «Юг» | 2007/08          | 23   | 4    | 0            | 0            | 0         | 0         | 0         | 0         | 23    | 4     |
| Бавария II→      | Итого             | Итого            | 23   | 4    | 0            | 0            | 0         | 0         | 0         | 0         | 23    | 4     |
| Бавария II→      | Третья лига       | 2008/09          | 32   | 3    | 0            | 0            | 0         | 0         | 0         | 0         | 32    | 3     |
| Бавария II→      | Итого             | Итого            | 32   | 3    | 0            | 0            | 0         | 0         | 0         | 0         | 32    | 3     |
| Бавария          | Бундеслига        | 2009/10          | 33   | 1    | 4            | 0            | 12        | 0         | 0         | 0         | 49    | 1     |
| Бавария          | Бундеслига        | 2010/11          | 23   | 0    | 3            | 0            | 5         | 0         | 1         | 0         | 32    | 0     |
| Бавария          | Бундеслига        | 2011/12          | 33   | 0    | 5            | 0            | 12        | 0         | 0         | 0         | 50    | 0     |
| Бавария          | Бундеслига        | 2012/13          | 12   | 0    | 1            | 0            | 4         | 0         | 1         | 0         | 18    | 0     |
| Бавария          | Бундеслига        | 2013/14          | 0    | 0    | 0            | 0            | 0         | 0         | 0         | 0         | 0     | 0     |
| Бавария          | Бундеслига        | 2014/15          | 10   | 0    | 2            | 0            | 4         | 1         | 0         | 0         | 16    | 1     |
| Бавария          | Бундеслига        | 2015/16          | 7    | 0    | 1            | 0            | 1         | 0         | 0         | 0         | 9     | 0     |
| Бавария          | Бундеслига        | 2016/17          | 1    | 0    | 1            | 0            | 1         | 0         | 0         | 0         | 3     | 0     |
| Бавария          | Итого             | Итого            | 119  | 1    | 17           | 0            | 39        | 1         | 2         | 0         | 177   | 2     |
| Шальке 04 →      | Бундеслига        | 2016/17          | 10   | 0    | 1            | 0            | 1         | 0         | 0         | 0         | 12    | 0     |
| Шальке 04 →      | Итого             | Итого            | 10   | 0    | 1            | 0            | 1         | 0         | 0         | 0         | 12    | 0     |
| Всего за карьеру | Всего за карьеру  | Всего за карьеру | 184  | 8    | 18           | 0            | 40        | 1         | 2         | 0         | 244   | 9     |